# 페루투코투코
페루투코투코(Ctenomys peruanus)는 투코투코과에 속하는 설치류의 일종이다. 페루 남단에서 발견된다. 해발 3,800m와 4,700m 사이의 알티플라노 고산 지대에서 서식한다.